# Đorđe Petrović (Fußballspieler)
Đorđe Petrović (serbisch-kyrillisch Ђорђе Петровић; * 8. Oktober 1999 in Požarevac, Bundesrepublik Jugoslawien) ist ein serbischer Fußballtorwart, der beim AFC Bournemouth und für die serbische Nationalmannschaft spielt.

## Verein

### FK Čukarički
Petrović gehörte ab 2014 der Akademie des FK Čukarički an und schaffte 2019 den Sprung in die erste Mannschaft des serbischen Superligisten, nachdem er für die Saison 2018/19 an den serbischen Drittligisten FK IMT Belgrad ausgeliehen worden war. Petrović absolvierte 78 Ligaspiele für Čukarički sowie vier Einsätze im serbischen Pokal und vier in der UEFA Europa Conference League.

### New England Revolution
Am 6. April 2022 unterschrieb Petrović für eine ungenannte Summe einen Dreijahresvertrag bei New England Revolution in der Major League Soccer (MLS). Am 12. Juni 2022 gab er sein Debüt in der MLS bei einem 2:1-Auswärtssieg bei Sporting Kansas City. Nach der Saison 2022 wurde er sowohl für den MLS Newcomer of the Year Award als auch für den MLS Goalkeeper of the Year Award nominiert.
Petrović hatte einen starken Start in die Saison 2023 und wurde am 29. April 2023 der Torhüter in der Geschichte der MLS, der am schnellsten fünf Elfmeter parierte. Er konnte fünf seiner ersten 14 Elfmeter in der MLS parieren. Am 27. Juni wurde er in das MLS-All-Star-Team 2023 berufen, nachdem er die Liga seit seinem Debüt mit 160 Paraden angeführt hatte. Aufgrund seiner guten Leistungen begannen Vereine aus Europa Interesse an Petrović zu zeigen.

### FC Chelsea
Petrović schloss sich Chelsea am 26. August 2023 an und unterzeichnete einen Siebenjahresvertrag mit der Option auf ein weiteres Jahr. Obwohl die Ablösesumme offiziell nicht bekannt gegeben wurde, soll sie zunächst 12,5 Millionen Pfund betragen haben, plus 1,5 Millionen Pfund an möglichen Zusatzzahlungen.
Am 10. Dezember 2023 gab Petrović sein offizielles Premier-League-Debüt als Ersatz für den verletzten Robert Sánchez in einem Auswärtsspiel gegen FC Everton, in dem er in der 84. Minute eingewechselt wurde. Bei der 0:2-Niederlage kassierte er in der Nachspielzeit ein Gegentor. Am 16. Dezember stand er zum ersten Mal in der Startelf und hielt beim 2:0-Sieg gegen Sheffield United den Kasten sauber. Drei Tage später parierte er im Carabao-Cup-Viertelfinale gegen Newcastle United einen Elfmeter von Matt Ritchie und brachte Chelsea damit ins Halbfinale, das 1:1 nach regulärer Spielzeit und 4:2 im Elfmeterschießen endete. Durch die Verletzung von Sanchez und solide Leistungen in den folgenden Spielen blieb Petrović auch Stammtorhüter von Chelsea in den folgenden Spielen.
Im August 2024 wurde er an Racing Straßburg verliehen.

### AFC Bournemouth
Im Juli 2025 wechselte er zum AFC Bournemouth.

## Nationalmannschaft
Petrović wurde 2020 in die serbische U21-Nationalmannschaft berufen, wo er gegen Polen ein einziges Mal zum Einsatz kam. Sein Debüt in der serbischen A-Nationalmannschaft gab er am 25. Januar 2021, als er beim 0:0-Unentschieden gegen die Dominikanische Republik in der Startelf stand.